# Математичний співпроцесор

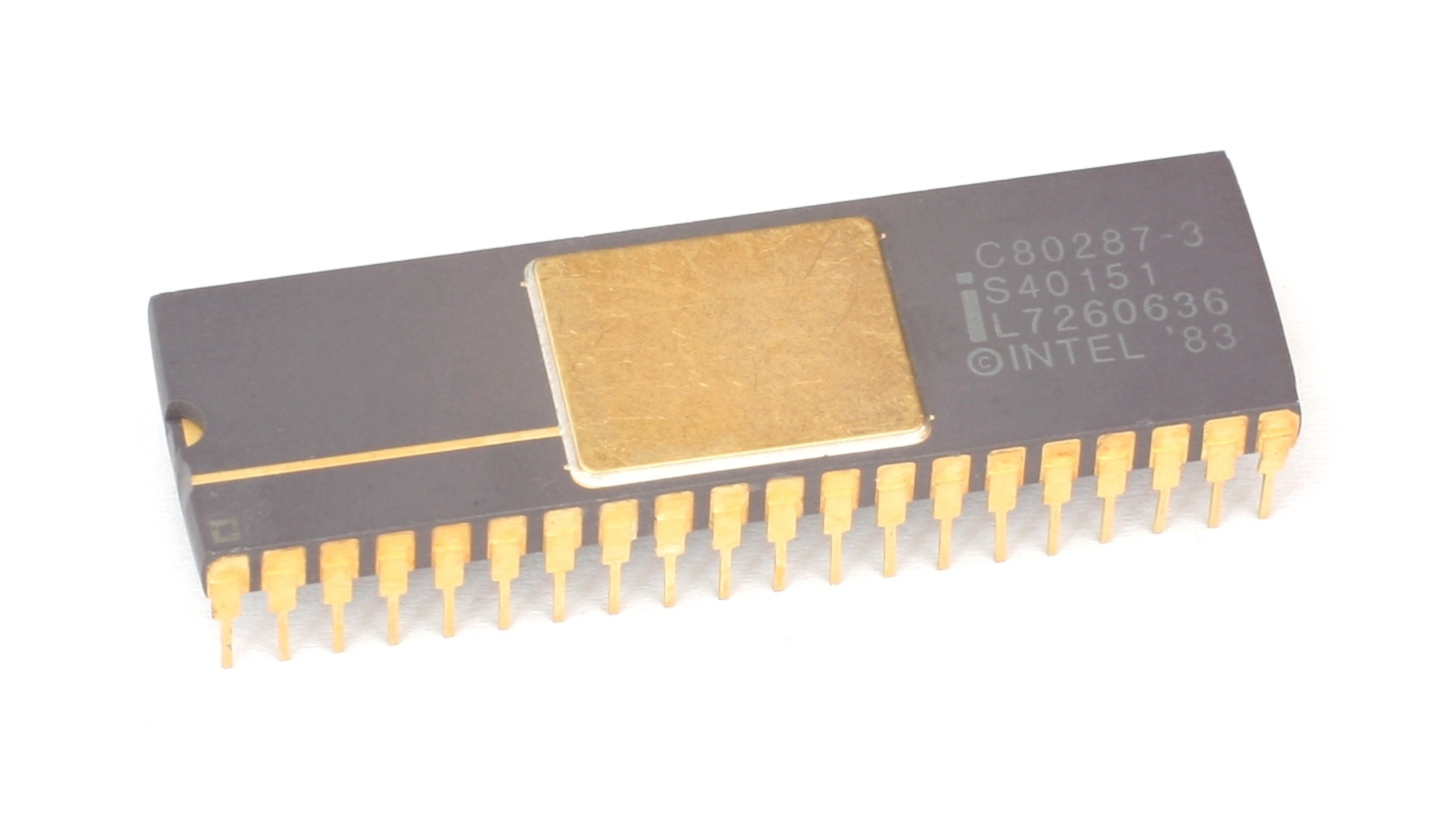
Intel 80287

Математи́чний співпроце́сор, або модуль (блок) операцій з рухомою комою (англ. Floating point unit, FPU) — співпроцесор для розширення системи команд центрального процесора комп'ютера командами для здійснення операцій над числами з рухомою комою. Може бути як у вигляді окремої мікросхеми, так і інтегрованим у кристал процесора.
Простим «цілочисловим» процесорам для роботи з дійсними числами і математичними операціями потрібні відповідні процедури підтримки та час для їх виконання. Математичний співпроцесор підтримує роботу з ними на рівні примітивів — завантаження, вивантаження дійсного числа (в/із спеціалізованих регістрів) або математична операція над ними виконується однією командою, за рахунок цього досягається значне прискорення таких операцій.